# Greigia mulfordii
Greigia mulfordii är en gräsväxtart som beskrevs av Lyman Bradford Smith. Greigia mulfordii ingår i släktet Greigia och familjen Bromeliaceae.

## Underarter
Arten delas in i följande underarter:
- G. m. macrantha
- G. m. mulfordii